# Religija na Islandu
Religija na Islandu obuhvaća sve vjerske zajednice koje djeluju na Islandu, među kojima je najbrojnije i povijesno najzastupljenije kršćanstvo.

## Povijest
Island je tradicijski kršćanska zemlja zapadne Crkve. Do pojave kršćanstva ovdje su se štovala nordijska božanstva, religija koja nije sasvim istovjetna germanskom paganizmu. Donijeli su ju Nordijci kad su se naselili na Island u 9. stoljeću. Nakon dolaska kršćanstva, stanovništvo je prešlo na kršćanstvo oko 1000. godine, ali poganstvo nije tad nestalo. Do 1530. Island je bio katolički i pod danskom krunom. To je bila glavna vjera sve do širenja protestantizma koji je prevladao u Danskoj, pod čijom je vlašću Island bio. Te 1530. godine formalno je postao luteranski pod krovom procesa islandske reformacije, koja je vrhunac dosegnula 1550. godine. Tako Island ima državnu Crkvu, Evangeličku luteransku Crkvu Islanda i vjerska sloboda je zakonsko pravo od 1874. godine. Državnu Crkvu podupire Vlada, a sve registrirane vjerske zajednice primaju potporu iz crkvenog poreza koji plaćaju svi porezni obveznici stariji od 16 godina.
Prema čl. 62. Ustava, „Evangelička luteranska Crkva bit će državna Crkva u Islandu i kao takvu država će ju podupirati i štititi država...”.

## Vjerska struktura
Podatci iz 2020. govore o sljedećem vjerskom sastavu:
- Evangelička luteranska Crkva Islanda (službena) 63,47 %
- katolici 4,02 %
- Reykjavička slobodna Crkva 2,75 %
- Hafnarfjorđurska slobodna Crkva 1,98 %
- Neovisna kongregacija 0,89 %
- ostale kršćanske denominacije (pentekostalizam i sl.) 2,05 %
- neopredijeljeni 7,17 %
- ostali i oni koji se nisu izjasnili 14,3 %

## Vremenski tijek
- Širenje kršćanstva u Europi i na Sredozemlju.
- Europa u doba velike podjele 1054. godine.
- Religija u Europi, na Sredozemlju i na Bliskom Istoku 1100.
- Religije u Europi 1560.